# Crise du plafond de la dette des États-Unis de 2023
- Dépenses du Gouvernement fédéral
- Recettes fiscales du Gouvernement fédéral
- Comparaison avec les niveaux de dépenses avant la pandémie

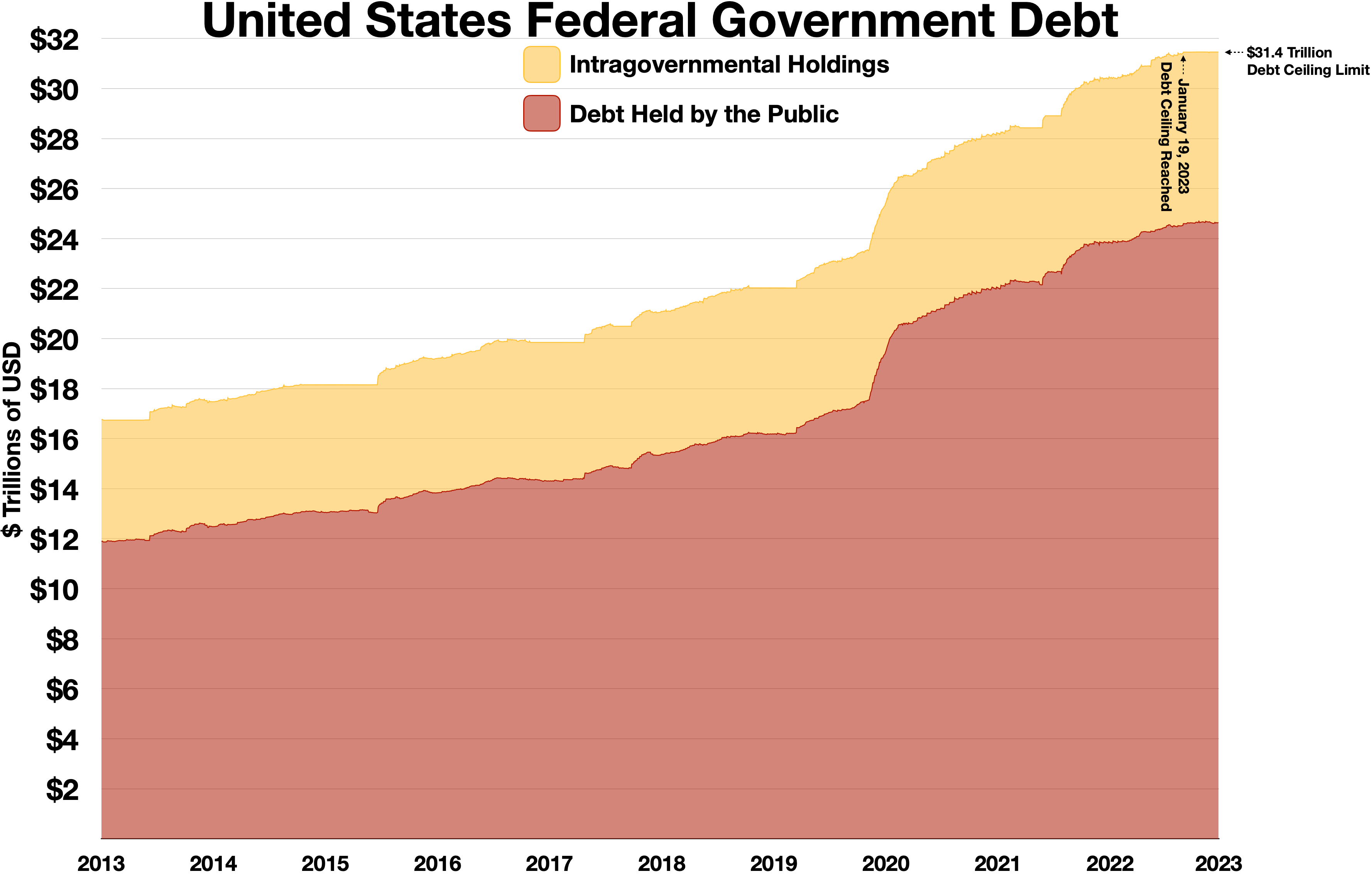
Dette du Gouvernement fédéral des États-Unis de 2013 à 2023.
Avoirs intragouvernementaux
Dette détenue par le public

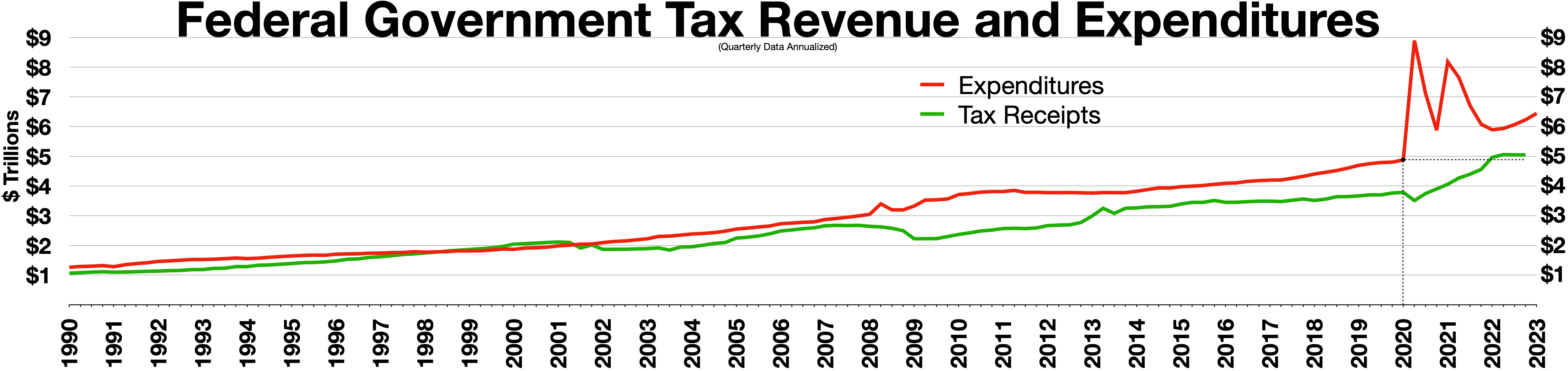
Recettes et dépenses fiscales du Gouvernement fédéral des États-Unis. Réduire les dépenses aux niveaux d'avant la pandémie de Covid-19 équilibrerait le budget.

Le 19 janvier 2023, les États-Unis ont atteint leur plafond d’endettement, entraînant une crise du plafond de la dette, dans le cadre d'un débat politique en cours au Congrès sur les dépenses du Gouvernement fédéral et la dette nationale accumulée par le Gouvernement américain,. En réponse, Janet Yellen, la secrétaire au Trésor, a commencé à adopter des « mesures extraordinaires » temporaires. Le 1er mai 2023, Yellen a averti que ces mesures pourraient être épuisées dès le 1er juin 2023,, ; cette date a ensuite été repoussée au 5 juin.
Le plafond de la dette a été augmenté à plusieurs reprises depuis l’impasse de 2013, le tout sans conditions budgétaires préalables ; l'augmentation la plus récente remonte à décembre 2021,. Dans l'impasse de 2023, les républicains ont proposé de ramener les dépenses aux niveaux de 2022 comme condition préalable au relèvement du plafond de la dette, tandis que les démocrates ont insisté sur un « projet de loi propre » sans conditions préalables, comme cela avait été le cas lors du relèvement du plafond à trois reprises sous l'administration de Donald Trump.
Dans le cas où le Gouvernement fédéral manquerait de fonds, le Trésor devrait soit faire défaut de paiement aux détenteurs d'obligations, soit réduire immédiatement le paiement des fonds dus à diverses entreprises et individus qui avaient été mandatés mais pas entièrement financés par le Congrès. On s’attendrait à ce que ces deux situations aboutissent à un effondrement économique mondial. De plus, si le Gouvernement fédéral n'était pas en mesure d'émettre de nouvelles dettes, il devrait équilibrer son budget en imposant des coupes budgétaires qui, au total, équivaudraient à 5 % de la taille de l'économie américaine.
La constitutionnaliste Laurence Tribe a déclaré qu'un défaut serait inconstitutionnel en raison du XIVe amendement et que le Gouvernement fédéral serait tenu de rembourser ses dettes même s'il atteignait le plafond de la dette,. Le président Joe Biden a déclaré qu'il envisageait d'invoquer le 14 parce qu'il estimait qu’il avait le pouvoir de le faire, mais il s'est demandé si cela pourrait être fait à temps pour éviter un défaut de paiement étant donné la possibilité d'un appel.
Le 27 mai, Biden et le président de la Chambre des représentants, Kevin McCarthy, ont conclu un accord visant à augmenter le plafond de la dette mais à plafonner les dépenses fédérales ; le projet de loi qui en a résulté, la loi sur la responsabilité fiscale de 2023, a été adopté par la Chambre des représentants le 31 mai et le Sénat le 1er juin,. Biden l'a signé le 3 juin, mettant ainsi fin à la crise.